# La rivoluzione del giorno prima
La rivoluzione del giorno prima è l'ottavo album del gruppo italiano Ritmo Tribale, uscito nel 2020.

## Tracce
1. Intro
2. Le cose succedono
3. XXXX
4. La rivoluzione del giorno prima
5. Resurrezione show
6. Milano muori
7. Jim Jarmusch
8. Cortina
9. Autunno
10. Buonanotte

## Formazione
- Andrea Scaglia - voce, chitarra, pianoforte in Buonanotte
- Fabrizio Rioda - chitarra, cori
- Andrea "Briegel" Filipazzi - basso
- Luca "Talia" Accardi - tastiere
- Alex Marcheschi - batteria

Crediti
- Mauro Tondini, Enrico La Falce - registrazione
- Guido Morozzi - fotografia
- Filippo Scaglia - grafica
- Tom Porta - illustrazioni [2]